# エグルトン
エグルトン （Égletons、オック語:Aus Gletons）は、フランス、ヌーヴェル＝アキテーヌ地域圏、コレーズ県のコミューン。

## 地理

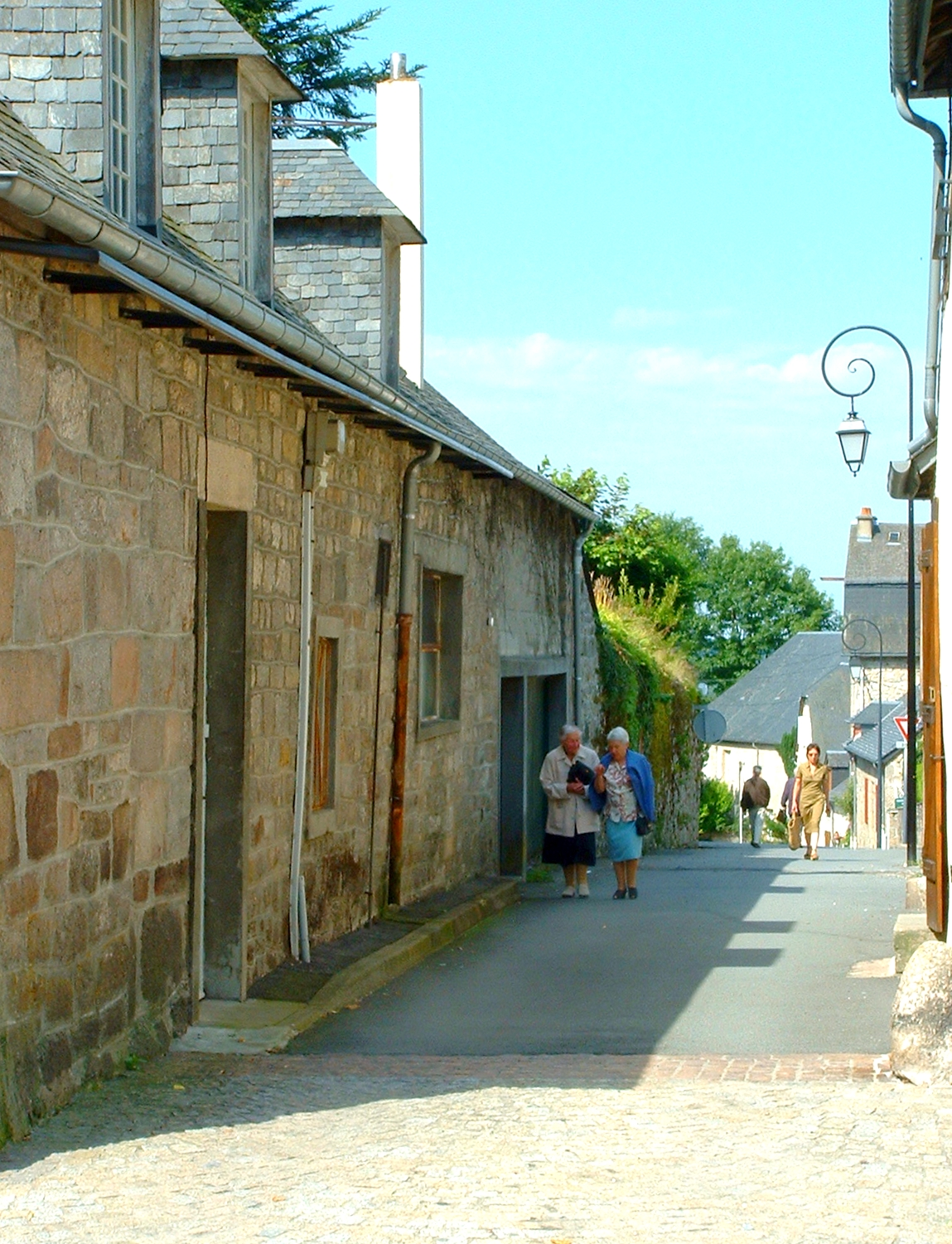
旧市街

中央高地に位置するエグルトンは、地理上の地方がいくつか交わる交差地点にあたる。町の背後にはリムーザン山地（北はミルヴァシュ高原、西はモネディエール山地）が連なり、町の位置はドルドーニュ川の渓谷を東側から見下ろすコレジエン高原の頂上である。
コミューンは、元の国道89号線が通っている。チュールの東30km、ユセルの西29kmの距離にある。ボルドーとクレルモン＝フェラン間を走るオートルート 89の出口22番から約5kmである。
エグルトンは、湿度の高い海洋性気候で、冬寒く夏暑い。降雪は、冬に気温が0℃前後になると見られる。夏は時に穏やかな小春日和になる。

## 由来
Égletonsの名の由来は明らかになっていない。1075年にはde Glutonibus、年にはde Glotosと記されていた。
- 人名のglutioであるという説。M. Villoutreixが書いたNoms de lieux du Limousinより。
- 中世ラテン語のglutisであるという説。粘りのある土、または粘土を意味する。接頭辞のèsは、泥だらけの場所に関連した町の名前から拝借したもので、粘土質の土地の上に町ができたことは間違いない。ジャン・コストのRevue Lemouzi no 187より。

## 歴史
この古く重要なガロ＝ローマと中世の町は、1059年にヴァンタドゥール一族の本拠地となった。以後、印象的な要塞はまさに岩の上のワシであり、ヴァンタドゥール家の権力の目撃者であった。ヴァンタドゥール家がエグルトンの幸運を生み出し、繁栄を確固たるものとし、豊かな芸術と文化の伝統の根源とした。トルバドゥールのベルナール・ド・ヴァンタドゥールは一族で最も有名な1人で、この洗練された宮廷文化を欧州中で歌うことができた。エグルトンはいまもこの砦の遺構、ヴァンタドゥール家の紋章を掲げる5箇所の門を備えた胸壁、サンタントワーヌ教会、12世紀にできた出し狭間を備えた武装した鐘楼、ペニタン礼拝堂を保存している。
1944年8月、エグルトンの戦い（fr）が起きた。広範囲の破壊、都市解放の闘争のため住民たちの勇気が示された激しい戦闘で、中世の中心都市エグルトンはクロワ・ド・ゲール勲章（fr）の陸軍工兵隊赤星章を1948年に授与された。

## 人口統計
| 1962年 | 1968年 | 1975年 | 1982年 | 1990年 | 1999年 | 2006年 | 2011年 |
| ------ | ------ | ------ | ------ | ------ | ------ | ------ | ------ |
| 3201   | 3669   | 4608   | 4590   | 4487   | 4087   | 4376   | 4471   |

参照元:1999年までEHESS、2004年以降INSEE

## 姉妹都市
- ウッフェンハイム、ドイツ